# Kap Wheeler
Das Kap Wheeler ist ein steil abfallendes Felsenkliff von 460 m Höhe an der Lassiter-Küste im Osten des Palmerlands auf der Antarktischen Halbinsel. Es bildet die nördliche Begrenzung der Einfahrt zum Wright Inlet.
Das Kap wurde während der United States Antarctic Service Expedition (1939–1941) bei einem Überflug im Dezember 1940 fotografiert. Weitere Luftaufnahmen entstanden 1947 bei der Ronne Antarctic Research Expedition (1947–1948) unter der Leitung des US-amerikanischen Polarforschers Finn Ronne. Dieser benannte es nach John Neville Wheeler (1886–1973), Präsident der North American Newspaper Alliance und Unterstützer der Expedition.